# Giovanni Polese
Giovanni Polese (Venezia, 1873 – Induno Olona, gennaio 1952) è stato un baritono italiano che ebbe una carriera che andò dal 1894 al 1928.
Raggiunse l'apice del suo successo negli Stati Uniti d'America, negli anni 1908-1916, nelle città di Boston, Chicago, New York e Filadelfia, e ancora dal 1926-1928 a Chicago. Cantava un vasto repertorio costituito da opere francesi, tedesche e italiane, ma fu celebrato soprattutto per le sue esibizioni nelle opere di Giuseppe Verdi. La sua voce è ancora oggi ascoltabile grazie a oltre 20 registrazioni realizzate dalla Edison Disc.

## Biografia
Studiò canto nella sua città natale e vi fece il suo debutto esibendosi in un concerto nel 1892. Debuttò nel 1894 al Teatro Unione di Viterbo nel ruolo di Barnaba ne La Gioconda di Amilcare Ponchielli. Lo stesso anno fu Don Carlo in Ernani ancora a Viterbo, Enrico nella Lucia di Lammermoor di Gaetano Donizetti e Tonio in  Pagliacci di Ruggero Leoncavallo al Teatro Andreani di Mantova. Ebbe anche un piccolo ruolo nel Cristoforo Colombo di Alberto Franchetti al Teatro Regio di Torino. Nel 1895 tornò a Torino per cantare Enrico nella Lucia di Regina Pinkert, e il ruolo del protagonista nella Manon Lescaut di Giacomo Puccini. Tornò a Torino diverse altre volte durante la sua carriera, in particolare creando il ruolo del conte Narval in La forza d'amore di Arturo Buzzi Peccia nel 1897.
Nel corso dei successivi tredici anni, Polese interpretò ruoli da protagonista in tutta Europa esibendosi ad Atene, Bari, Bucarest, Cadice, Cagliari, Cremona, Firenze, Forlì, Genova, Lemberg, Lonigo, Lisbona, Macerata, Madrid, Modena, Novara, Odessa, Palermo, Parma, Reggio Emilia, Roma, Siviglia, Trieste, Udine e Vienna, tra le altre. Fuori dall'Europa, cantò in Argentina (1901), Cile (1898), Egitto (1904–1906) e Messico (1906). Alcuni dei ruoli cantati in questi anni furono Albert in Werther, Alfio in Cavalleria rusticana, Alphonse in La favorita, Amonasro in Aida, Antonio in Linda di Chamounix, Athanaël in Thaïs, Caoudal in Sapho, Conte di Luna ne Il trovatore, De Siriex in Fedora, Don Carlo in La forza del destino, Dr Malatesta in Don Pasquale, Escamillo in Carmen, Figaro ne Il barbiere di Siviglia di Rossini, Friedrich di Telramund in Lohengrin, Ford in Falstaff, Gerard in Andrea Chenier, Germont ne La traviata, Guglielmo in Le Villi, il Sommo sacerdote di Dagon in Sansone e Dalila, Kurwenal in Tristano e Isotta, Kyoto in Iris, Lescaut in Manon di Jules Massenet, Marcello ne la Bohème, Nevers in Gli ugonotti (Les Huguenots), Renato in Un ballo in maschera, Riccardo Forth ne I puritani, Scarpia in Tosca, Sharpless in Madama Butterfly, Silvio in Pagliacci, Valentin in Faust, Wolfram in Tannhäuser e ruoli da protagonista in Guillaume Tell e Rigoletto .
Dal 1908 al 1910, fu membro della Manhattan Opera Company di Oscar Hammerstein a New York e della loro consociata in Pennsylvania, la Philadelphia Opera Company. In quel periodo cantò alla Manhattan Opera House di New York nei ruoli di Alfio, Amonasro, Enrico, Figaro, Marcello, Nevers, Riccardo, Rigoletto e Scarpia. Ricoprì quel ruolo anche alla Philadelphia Opera House, dove cantò anche le parti del Conte di Luna, Germont, Iago in Otello, Tonio e Valentine.
Dopo che entrambe le compagnie d'opera di Hammerstein si sciolsero nel 1910, Polese si unì alla Boston Opera Company dove rimase impegnato per tutto il 1913. Qui interpretò i ruoli di Alfio, Amonasro, Conte di Luna, Enrico, Figaro, Germont, Jack Rancene ne La Fanciulla del West, Marcello, Rafaele in I gioielli della Madonna, Riccardo, Scarpia, Sharpless e Tonio. Nell'autunno del 1913 lasciò la Boston Opera per unirsi alla Chicago Grand Opera Company dove fece il suo debutto nel ruolo di Marcello. Con la compagnia interpretò, in particolare, il ruolo di Don Fulgenzio nella prima mondiale de I dispettosi amanti (1912) di Attilio Parelli, ed Egisto nella prima statunitense della Cassandra di Vittorio Gnecchi (1914). Cantò anche nei ruoli di Amonasro, Conte di Luna, Enrico, Germont e Rafaele. Fu spesso ospite della Baltimore Opera Company (1912, 1914), cantando opere a Springfield (1911), Portland (1911), New Haven (1912) e Minneapolis (1914).
Dopo che la CGOC fallì nel 1915, Polese tornò brevemente in Europa per esibirsi a Carrara, Verona e al Teatro Carlo Felice di Genova. Ritornò a Chicago nel 1916 per unirsi alla neo-costituita Chicago Opera Association. Si esibì in una stagione interpretando i ruoli di Alfio, Enrico, Ford, Germont e Sharpless. Con lo scoppio della prima guerra mondiale tornò in Italia e non cantò più fino al 1918, quando cantò a Como, Ferrara e New York. Si ritirò quindi dal palcoscenico e iniziò a insegnare canto a New York e successivamente a Boston. Ritornò nel 1926 per unirsi alla Chicago Civic Opera. Cantò tre stagioni con quella compagnia, interpretando i ruoli di Abimélech e del Sommo Sacerdote di Dagon in Sansone e Dalila, Conte di Luna, Ford e Herr von Faninal in Der Rosenkavalier. La sua ultima esibizione operistica fu nel ruolo del sommo sacerdote a Chicago nel gennaio del 1928. Successivamente insegnò canto a Boston fino all'ultimo anno della sua vita. Morì nel 1952 a Induno Olona.